# Ху Хунвэнь
Ху Хунвэнь (16 марта 1925 — 19 мая 2016) — китайский органический химик, педагог и академик Китайской академии наук. Он был известен как главный редактор китайского учебника для высших учебных заведений «Органическая химия».

## Биография
Ху Хунвэнь родился в уезде Гуанъань, провинция Сычуань. В 1946 году окончил химический факультет Центрального университета национальностей. С сентября 1950 по сентябрь 1952 года он учился в аспирантуре Харбинского политехнического университета. С сентября 1952 по июль 1954 года он продолжил учёбу в аспирантуре в Даляньском технологическом университете и остался там преподавать. В июле 1954 года он был переведен в Нанкинский университет в качестве преподавателя. С сентября 1957 по август 1959 года он учился на химическом факультете Московского университета и получил степень кандидата наук. В марте 1963 года он был назначен доцентом и заместителем декана факультета органической химии. В октябре 1978 года он стал профессором и деканом факультета органической химии. В 1984 году он получил докторскую степень.
Ху Хунвэнь посвятил себя исследованию органической синтетической химии. Он первым доказал, что, используя спектр парамагнитного резонанса, имин окисляющие радикалы разлагаются из дегидрированного димера ароматического оксима, нагретого в хлороформе. Он также изучал аддитивную реакцию окислительных радикалов имина и винилбензолсодержащих материалов / конъюгированных диенов. Он был разработчиком N-формоксильного формоксиламидо-натрия, который может быть использован для синтеза первичного амина, кетоамина и кетокислотного эфира. Он был разработчиком нового метода синтеза производного индена среднего азота с использованием реакции дипольной циклизации. Он первым синтезировал комплексы 1:1 и 2:2 краун-эфира и основной соли и определял их кристаллические структуры.
В 1995 году Ху Хунвэнь был избран академиком Академии наук Китая.
Ху умер 19 мая 2016 года в возрасте 91 года в Нанкине.